# 安巴萨
安巴薩是印度特里普拉邦達來縣的行政中心。

## 統計
根據2001年印度人口普查，安巴薩人口為6052 。男性佔54 ％，女性佔46 ％ 。安巴薩的平均識字率為70 ％ ，高於全國平均水平59.5 ％ ;當中60 ％的男性和40 ％的女性識字。6歲以下的人則佔13 ％。